# St-Pancrace (Les Thons)

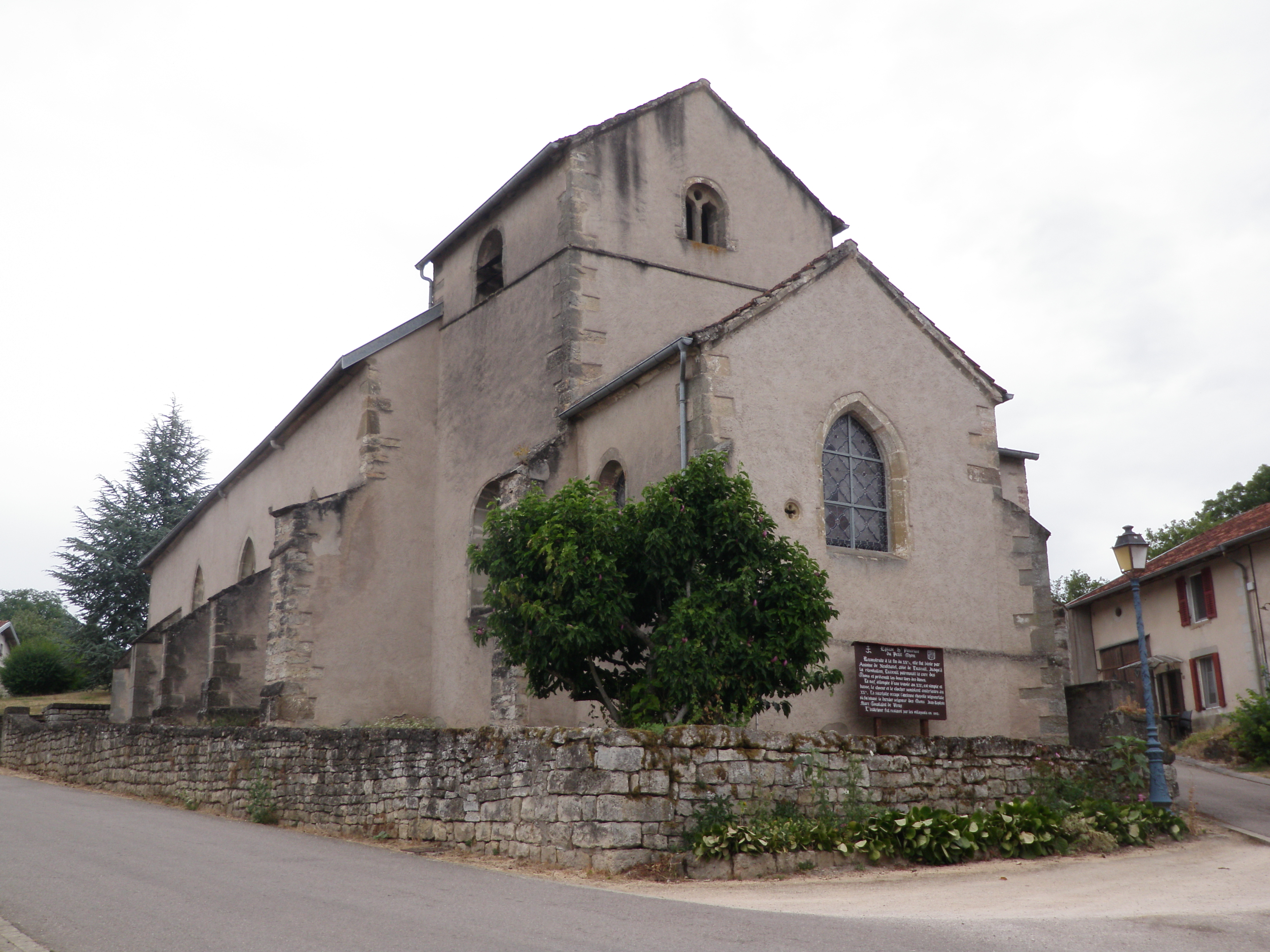
St-Pancrace

St-Pancrace ist  eine römisch-katholische Kirche in der französischen Gemeinde Les Thons im Département Vosges in der Region Grand Est.

## Geschichte
Die Kirche St-Pancrace entstand am Ende des 15. Jahrhunderts an Stelle einer Vorgängerkirche. Die Weihe des Gotteshauses wurde durch Antoine de Neufchatel, den Abt der Benediktinerabtei Luxeuil, vorgenommen. Der Abtei Luxeuil standen bis zur Französischen Revolution zwei Drittel des Zehnten zu. Das einschiffige Kirchenschiff wurde im 19. Jahrhundert um ein Joch verlängert. Der Chorturm und die gerade schließende Apsis sind vermutlich vom Vorgängerbau übernommen worden und entstanden vor dem 15. Jahrhundert.
Die Sakristei befindet sich in der ehemaligen herrschaftlichen Kapelle, in der der letzte Herr von Thons, Jean Baptiste Marc Toussaint de Viray, bestattet wurde.